# Eesti Rahvusringhääling
Eesti Rahvusringhääling (in estone: Radiodiffusione pubblica estone; ERR) è l'emittente radiotelevisiva pubblica che gestisce la Eesti Raadio (ER) ed Eesti Televisioon (ETV), rispettivamente l'azienda radiofonica e televisiva nazionale, come indicato da un atto del Riigikogu.
Le trasmissioni radio in Estonia cominciarono il 18 dicembre 1926, mentre le prime trasmissioni televisive andarono in onda il 19 luglio del 1955.
L'ERR è membro dell'Unione europea di radiodiffusione dal 1993 (tramite ETV).

## Organizzazione
ERR gestisce 3 canali televisivi:
- ETV, il canale principale;[1]
- ETV2, con programmazioni apposite per i bambini e la minoranza russofona;[2]
- ETV+, dedicato esclusivamente alla popolazione russofona;[3]

e 5 canali radiofonici:
- Klassikaraadio, con musica classica, folk, jazz e programmazioni culturali;
- Raadio 2, specializzata in musica pop/underground, con ascoltatori prevalentemente tra i 15 e i 29 anni;
- Raadio 4, con programmazioni per le minoranze linguistiche;
- Raadio Tallinn, con notizie ed informazioni per ascoltatori stranieri, spesso includendo notizie da emittenti straniere;
- Vikerraadio, con programmazioni a tutto tondo.